# Невысказанная правда
«Невысказанная правда» (англ. The Unspoken Truth) — криминальная драма 1995 года американского режиссёра Питера Уэрнера.

## Сюжет
Главная героиня фильма — Бриэнн, замужем за неуравновешенным Клэем, который постоянно избивает её, считая своей собственностью. Однажды Клэй подрался с человеком, заговорившем с Бриэнн в баре, однако тот оказался сильнее и избил Клэя. Желая отомстить, Клэй застрелил обидчика и убедил жену сказать в полиции, что это сделала она случайно. Однако, их план проваливается и оба получают пожизненные сроки. Самое необычное начинается позже, когда умирает отец Бриэнн, и её дочь Лили остаётся без опекуна…

## В ролях
- Роберт Инглунд — Эрнест
- Лиа Томпсон — Бриэнн
- Патриция Кэлембер
- Дик О’Нилл
- Кэрис Пэйдж Брайант — Лили
- Джеймс Маршалл — Клэй
- Дерек Сесил — Джефф Блогерт